# Молвина Слобода
Молвина Слобода — село в Кораблинском районе Рязанской области России. Административный Молвинослободского сельского поселения.

## География
Деревня расположена в 7 км северо-западу от райцентра Кораблино, высота над уровнем моря 104 м.

### Уличная сеть
В селе 5 улиц:
- Ул. Дорожников
- Ул. Кукуевская
- Ул. Молвинская
- Ул. Новая
- Ул. Садовая

## Топоним
До недавнего времени населённый пункт назывался — Мещёрово. В 2000-х годах его переименовали, из-за чего его часто путают с соседним селом Красные Выселки (ранее Молвина Слобода).

## История
Примерное время образования населённого пункта неизвестно.

## Население
| 1859 | 1906 | 2010 |
| ---- | ---- | ---- |
| 365  | ↗522 | ↘139 |

## Инфраструктура
Действуют фельдшерско-акушерский пункт, сельский клуб и магазин.
Деревня является центральной усадьбой сельскохозяйственного предприятия «Родина» (агроцех ДПМК «Кораблинская»). История этого колхоза печальна — в конце 1990-х годов, 10 лет пытаясь держаться на плаву, хозяйство окончательно пришло в упадок.
В 2001 году ДПМК «Кораблинская» выкупили колхоз. Были реконструированы молочно-товарные фермы, механические мастерские, зернохранилища, и сейчас ООО «Родина» занимает лидирующие позиции среди сельхозпредприятий Кораблинского района.
В эти же годы село Молвина Слобода было газифицировано.